# Xã Rostraver, Quận Westmoreland, Pennsylvania
Xã Rostraver (tiếng Anh: Rostraver Township) là một xã thuộc quận Westmoreland, tiểu bang Pennsylvania, Hoa Kỳ. Năm 2010, dân số của xã này là 11.363 người.